# Eumops bonariensis
Eumops bonariensis là một loài động vật có vú trong họ Dơi thò đuôi, bộ Dơi. Loài này được Peters mô tả năm 1874.